# 朱锦棠

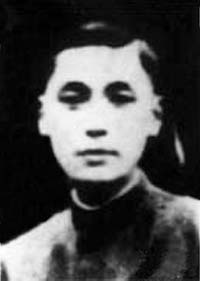
朱锦棠

朱锦棠（1895年12月—1966年8月26日），原名朱德禄，曾用名朱鹏芳。湖南省醴陵县渌口镇（今属株洲）人。中国共产党早期领导人，工人运动领袖。

## 生平
他出生于一个贫农家庭，幼年曾上私塾一年半。 1909年他随父母到安源煤矿做童工。1921年底，他入安源路矿工人补习学校（夜校）学习。1922年2月他加入中国共产党。1922年3月他带头组织安源路矿工人俱乐部。5月安源路矿工人俱乐部成立后，他当选评议干事。9月他参加安源路矿工人大罢工。罢工成功后，10月他当选安源路矿工人俱乐部第一届最高代表会议书记。11月起，他任湖南省工团联合会干事局科室主任干事。1923年，他历任安源路矿工人俱乐部裁判委员会委员长、出产整理委员会委员长、第二届窿内主任（俱乐部副主任）。1925年1月，他作为中共湘区委代表，到上海出席中国共产党第四次全国代表大会，当选中国共产党中央执行委员会候补委员。同月，他作为中央代表被派驻安源。
1925年9月，因安源路矿工人俱乐部遭到查封，他秘密到长沙向中共湘区委汇报。随后，他被派往中共河南省委，任豫北巡视员兼焦作地委书记。任内他组织焦作煤矿工人举行罢工，并取得成功。1926年3月，他被中共北方区委书记李大钊派往北京明星印刷局任经理，印刷《向导》、《中国青年》等刊物。1927年4月后，北方局遭破坏，他转入地下。同月，他到武汉参加中国共产党第五次全国代表大会。
中国国民党清党后，中共重新组建北方局，改组中共顺直省委。1927年9月至1928年1月，他任中共顺直省委书记。 1928年春起，他任上海赤色救济会党团书记，专事反白色恐怖、营救政治犯并慰问其家属等工作。1929年夏，他在上海开古董店作为中共中央和共产国际驻华代表的秘密联络点，他任古董店经理。1930年底，他奉派到广东汕头，以西药行经理身份进行秘密交通站工作。1933年1月后，他到香港经商。1934年6月，他和中共党组织失去联系。八九月间，他到上海和别人共同经营酒店。
抗日战争开始后至1943年，他在上海参加难民救济会工作，曾任救济会干事、收容组管理员、主任。1947年7月，他回原籍务农。1949年中华人民共和国成立后，他在土地改革中被划为地主。1951年4月至1952年5月，他被湖南省醴陵县公安局羁押。后来，他在原籍被管制劳动。1966年1月，他被取消管制，恢复公民权利。
1966年8月26日，他因病去世。